# Josefine Ridell
Josefine Ridell, née le 4 avril 1997 à Oxie, est une chanteuse suédoise.
Elle représenta son pays au Concours Eurovision de la chanson junior 2010 avec la chanson Allt jag vill ha (« Tout ce que je veux ») qu'elle a écrite et composée en compagnie d'Arash, de Thomas G:son, de Robert Uhlmann et de Johan Bejerholm.